# Astathomima
Astathomima is een geslacht van rechtvleugeligen uit de familie sabelsprinkhanen (Tettigoniidae). De wetenschappelijke naam van dit geslacht is voor het eerst geldig gepubliceerd in 1929 door Karny.

## Soorten
Het geslacht Astathomima  is monotypisch en omvat slechts de volgende soort:
- Astathomima wasmanni (Karny, 1929)